# 芒瑞大道
芒瑞大道是德宏傣族景颇族自治州芒市至瑞丽市的一条道路，定位为城市II级主干道和城市快速路。道路全长75.591公里，沿芒市河、龙江沿岸分布，也是一条景观道路，总投资概算90.273亿元，道路分两期建设，由瑞丽景成集团承建。道路建成有助于推动“芒瑞一体化”的发展。
一期工程于2012年4月29日开工，起点为芒市风平佛塔，终点为遮放贡米厂，坝区路基宽50米，山区路基宽28米，路上不设收费站，总投资34.93亿元，长38.66公里，工程规划设计桥梁58座、隧道3座、涵洞111道，分5个合同段实施。2017年12月30日，芒瑞大道一期工程建成通车。

## 资料来源
1. 1 2  段秋娟. . www.cnepaper.com. 德宏团结报. 2018-01-03  [2018-01-04]. （原始内容存档于2021-04-10）.
2. ↑  . dehong.ectpa.org. 孔雀之乡网. 2012-04-12  [2018-01-04]. （原始内容存档于2018-01-05）.
3. ↑  佟晓媛. . www.mangshi.gov.cn. 新芒市. 2012-05-18  [2018-01-04]. （原始内容存档于2021-04-10）.
4. ↑  . www.dh.gov.cn. 德宏州人民政府. 2017-12-19  [2018-01-04]. （原始内容存档于2020-12-09）.
5. ↑  刘祥元. . yn.yunnan.cn. 云南日报. 2017-12-31  [2018-01-04].[永久]